# برچیدن

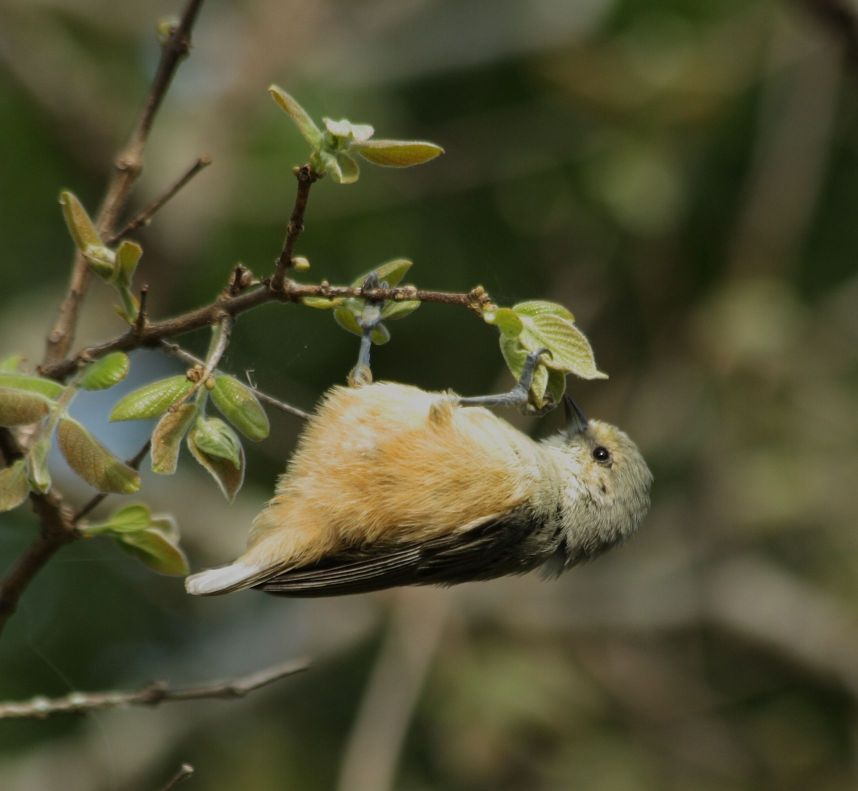
چرخ‌ریسک تاب‌لانه آفریقایی (Anthoscopus caroli) که از انتهای شاخه آویزان شده و در حال برچیدن است.

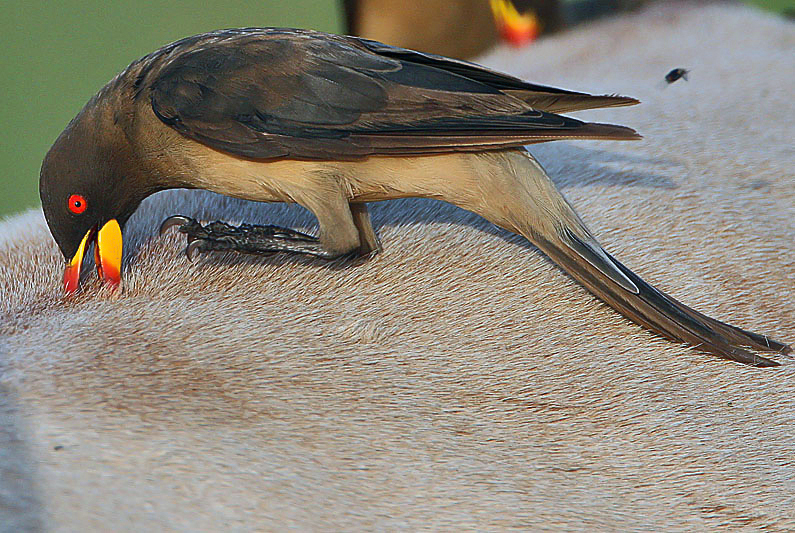
کنه‌خوار نوک‌زرد (Bufhagus africanus) در جستجوی یک جانور زنده است.

برچیدن (یا برچیدن حشرات) (به انگلیسی: Gleaning) یک راهبرد تغذیه‌ای توسط پرندگان است که در آن طعمه‌های بی‌مهرگان، عمدتاً بندپایان، را با کندن آنها از شاخ و برگ یا زمین، از شکاف‌هایی مانند صخره‌ها و زیر بام خانه‌ها، یا حتی، از جانوران زنده، مانند کنه و شپش را برمی‌چینند. این رفتار با شکار هوایی حشرات در هوا یا تعقیب حشرات متحرک مانند مورچه‌ها در تضاد است. برچیدن در پرندگان به غذایابی برای بذر یا میوه اطلاق نمی‌شود.
حشره‌یابی یک راهبرد تغذیه‌ای رایج برای برخی از گروه‌های پرندگان است، از جمله کمرکgی‌ها، چره‌ریسک‌ها (شامل جوجه‌ها)، سسکها، دارخزک‌های، مگس‌گیران جهان قدیم، ژیان‌مرغان جهان قدیم، سسکان جهان قدیم، لیکویان، سرودخوان، چرخ‌ریسک‌نمایان، مرغ‌های مگس و کوکوها. بسیاری از پرندگان بستگی به در دسترس بودن منابع مختلف غذا و فرصت‌های لحظه‌ای، از چندین راهبرد تغذیه‌ای استفاده می‌کنند.